# دکیتر (تگزاس)
دکیتر(به انگلیسی: Decatur) شهری در ایالت تگزاس از ایالات جنوبی ایالات متحده آمریکا است. در سرشماری سال ۲۰۰۰، جمعیت این شهر ۶۴۳۲ نفر اعلام شد.
عمارت دادگستری شهرستان وایز در اینجا قرار دارد.